# كريستيان غارسيا راموس
كريستيان غارسيا راموس (بالإسبانية: Cristian García Ramos) (21 ديسمبر 1981 في إسبانيا - ) هو لاعب كرة قدم إسباني في مركز الدفاع. لعب مع بوليديبورتيفو إيخيذو وبونفيرادينا ونادي تينيريفي ونادي ساباديل ونادي قادش ونادي قرطبة ونادي تيراسا ‏.

## وصلات خارجية
- كريستيان غارسيا راموس على موقع Soccerway.com (الإنجليزية)